# Ehrenring der Stadt Wuppertal
Mit dem Ehrenring der Stadt Wuppertal zeichnet die kreisfreie Stadt Wuppertal seit 1967 Menschen aus, die sich um das Wohl und Ansehen der Stadt in besonderer Weise verdient gemacht haben. Die Auszeichnung wird durch den Rat der Stadt Wuppertal verliehen.

## Form
Der Ehrenring besteht aus 750/1000 Gold. Er trägt auf der Oberseite eine Weißgoldplatte, auf der das Wuppertaler Wappen in Gelbgold ziseliert aufgetragen ist. Die Fassung enthält die Umschrift Ehrenring der Stadt Wuppertal. Innen werden der Name des Empfängers und der Tag der Verleihung eingraviert.

## Gremium
Vorschlagsberechtigt sind der Oberbürgermeister und die Fraktionen des Rates der Stadt Wuppertal. Bis zur Vereinigung des Amtes des Oberstadtdirektors mit dem Oberbürgermeisteramt auch dieser.

## Urkunde und Zeremonie
Über die Verleihung des Ehrenringes wird eine Urkunde ausgestellt, die vom Oberbürgermeister zu unterzeichnen ist. Sie hat folgenden Wortlaut:

„Der Rat der Stadt Wuppertal hat in seiner Sitzung am … beschlossen, Herrn/Frau … in dankbarer Anerkennung seiner/ihrer Verdienste um die Stadt Wuppertal den Ehrenring der Stadt Wuppertal zu verleihen.
Wuppertal, den … Oberbürgermeister“

Die Überreichung des Ehrenringes samt Urkunde erfolgt in feierlicher Form durch den Oberbürgermeister, möglichst in einer Sitzung des Rates der Stadt.

## Satzung
Mit Satzung vom 18. März 1996 beschloss der Rat der Stadt die Stiftung und Verleihung des Ehrenringes der Stadt Wuppertal (aufgrund der §§ 7 und 41 der Gemeindeordnung für das Land Nordrhein-Westfalen in der Fassung der Bekanntmachung vom 14. Juli 1994 (GV NW S 666/SGV NW 2023)). Die Satzung trat am Tage nach ihrer Veröffentlichung in Kraft. Das Recht zum Tragen des Ehrenringes steht nur dem/der Beliehenen zu und erlischt mit dessen/deren Tod. Die Auszeichnung darf von dem/der Beliehenen bzw. den Erben weder verschenkt oder veräußert werden. Der Ehrenring fällt nach dem Tode des/der Beliehenen an die Stadt Wuppertal zurück. Er wird dem Stadtarchiv zur Aufbewahrung/Ausstellung übergeben. Bei unwürdigem Verhalten kann dieser Ring wieder entzogen werden.

## Träger des Ehrenringes
- Verleihung am 20. Februar 1967:
  - Klaus Brauda (1901–1970), Politiker
  - Alfred Dobbert (1897–1975), Politiker
  - Eugen Huth (1901–1976), Politiker
  - Wilhelm Goeke (1903–1973), Stadtdirektor a. D.
- Verleihung am 14. April 1969:
  - Cläre Blaeser (1900–1996), Stadtverordnete
  - Kurt Herberts (1901–1989), Unternehmer
  - Hermann Herberts (1900–1995), Politiker
  - Friedrich Hetzelt (1903–1986), Beigeordneter
  - Kurt Matthes (1914–2012), Politiker
  - Erich Mittelsten Scheid (1907–1993), Unternehmer
  - Hans Rauhaus (1904–1998), Politiker
  - Heinrich Schmeißing (1905–1979), Politiker
  - Ernst Hellmut Vits (1903–1970), Unternehmer
- Verleihung am 25. Mai 1970:
  - Heinz Frowein (1905–1994), Bürgermeister
- Verleihung am 26. April 1971:
  - Wilhelm Zelter (1883–1975), Stadtbaurat
- Verleihung am 29. September 1971:
  - Werner Stelly (1909–1997), Oberstadtdirektor
- Verleihung am 13. November 1972:
  - Ruth Kolb-Lünemann (1924–1999), Stadtverordnete
  - Bruno Wescher (†), Stadtverordneter
- Verleihung am 18. Februar 1974:
  - Walter Jahnke (1914–1988), Stadtverordneter
- Verleihung am 29. November 1976:
  - Karl Otto Dehnert (1919–2004), Bürgermeister
  - Paul Hanisch (†), Prälat
  - Josef Henn (†), Stadtverordneter
  - Johannes Schlingensiepen (1898–1980), Oberkirchenrat
- Verleihung am 14. September 1977:
  - Friedrich Platte (1917–2009), Stadtdirektor
- Verleihung am 8. Juni 1979:
  - Otto Schmidt (1902–1984), Oberbürgermeister
  - Johannes Rau (1931–2006), Ministerpräsident von NRW
- Verleihung am 30. September 1980:
  - Gottfried Gurland (1918–2002), Oberbürgermeister
- Verleihung am 30. März 1981:
  - Kurt Drees (1925–1998), Bürgermeister
- Verleihung am 21. Juni 1982:
  - Rainer Gruenter (1918–1993), Gründungsrektor der Bergischen Universität
- Verleihung am 4. Juli 1983:
  - Horst Jordan (1923–2006), Unternehmervertreter
  - Heinz Salewsky (†), Stadtverordneter
  - Margret Zapf (†), Stadtverordnete
- Verleihung am 18. März 1985:
  - Karl Ibach (1915–1990), Stadtverordneter
  - Klaus Kriesche (1932–2011), Stadtverordneter
- Verleihung am 28. November 1988:
  - Gerd Scholz (* 1935), Stadtverordneter
- Verleihung am 30. September 1991:
  - Vincent Fitzpatrick (†)
- Verleihung am 6. Juni 1994:
  - Heinz Bleicher (1913–1999), Vors. der Jüd. Kultusgemeinde[1]
  - Werner Draudt (1921–2016), Bürgermeister
  - Hanna Jordan (1921–2014), Bühnenbildnerin
  - Marlies Steffen (1925–2018), Stadtverordnete
  - Marlis Tempel (1929–2015), Stadtverordnete
  - Hans Zaum (1912–2003), Unternehmer
- Verleihung am 20. Mai 1996:
  - Jörg Mittelsten Scheid (* 1936), Unternehmer
  - Karl Nöthen (1933–2020)[2], Unternehmer
- Verleihung am 3. Februar 1997:
  - Ursula Kraus (1930–2021), Oberbürgermeisterin
- Verleihung am 11. Dezember 1997:
  - Günter Wand (1912–2002), Musiker
- Verleihung am 17. Dezember 1997:
  - Hermann-Josef Richter (* 1944), Politiker
  - Pina Bausch (1940–2009), Tänzerin, Choreographin
- Verleihung am 3. Oktober 1998:
  - Hans-Dietrich Genscher (1927–2016), Politiker
- Verleihung am 27. Februar 1999:
  - Heinz Hoffmann (1914–2008), Sportler, Trainer
- Verleihung am 4. September 2000:
  - Rudolf Dreßler (1940–2025), Politiker
  - Gert Lothar Haberland (1928–2014), Manager und Pharmakologe
- Verleihung am 18. September 2000:
  - Willfried Penner (* 1936), Politiker
- Verleihung am 27. Mai 2002:
  - Jürgen Abeler (1933–2010), Unternehmer
  - Reinhard Grätz (* 1940), Landtagsabgeordneter
- Ratsbeschluss vom 28. Februar 2005
  - Werner Jackstädt (1925–2005), Unternehmer und Mäzen

Werner Jackstädt verstarb, bevor ihm der Ring überreicht werden konnte
- Verleihung am 30. Januar 2006:
  - Heinz-Olof Brennscheidt (1934–2020), Unternehmer und Mäzen
- Verleihung am 13. November 2006:
  - Eberhard Robke (* 1936), Unternehmer
- Verleihung am 31. Mai 2007:
  - Lore Jackstädt (1924–2019), Unternehmerswitwe und Mäzenin
- Verleihung am 20. Oktober 2008:
  - Tony Cragg (* 1949), bildender Künstler
- Verleihung am 14. Oktober 2011:
  - Erich Bethe (* 1940), Unternehmer und Mäzen
- Verleihung am 10. März 2012:
  - Wim Wenders (* 1945), Regisseur
- Verleihung am 25. Juni 2013:
  - Eugen Trautwein (* 1938), Unternehmer
- Verleihung am 6. März 2014:
  - Ernst-Andreas Ziegler (* 1938), Journalist, Hochschullehrer
- Verleihung am 19. Mai 2016:
  - Carsten Gerhardt (* 1968), Unternehmensberater
- Verleihung am 11. Juli 2017:
  - Karlheinz Emmert (1933–2022), Stadtverordneter
  - Arno Gerlach (* 1941), Stadtverordneter
- Verleihung am 30. September 2022:[3][4]
  - Lambert T. Koch (* 1965), Wirtschaftswissenschaftler
- Verleihung am 5. September 2023[5]
  - Eberhard Hasenclever, Kommunalpolitiker